# Kreis Cluj

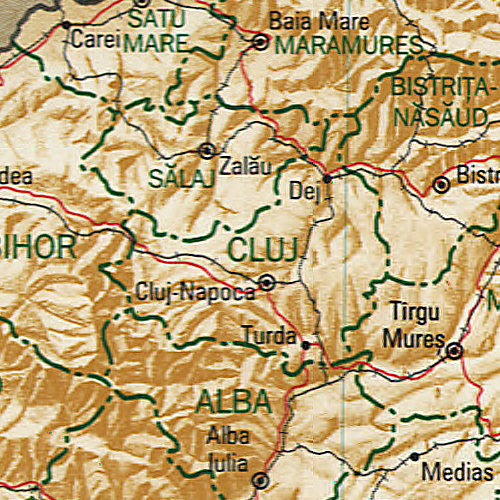
Karte des Kreises Cluj

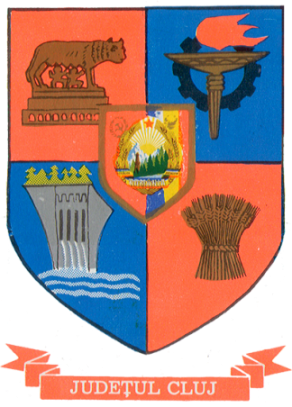
Wappen des Kreises Cluj, zur Zeit des Realsozialismus

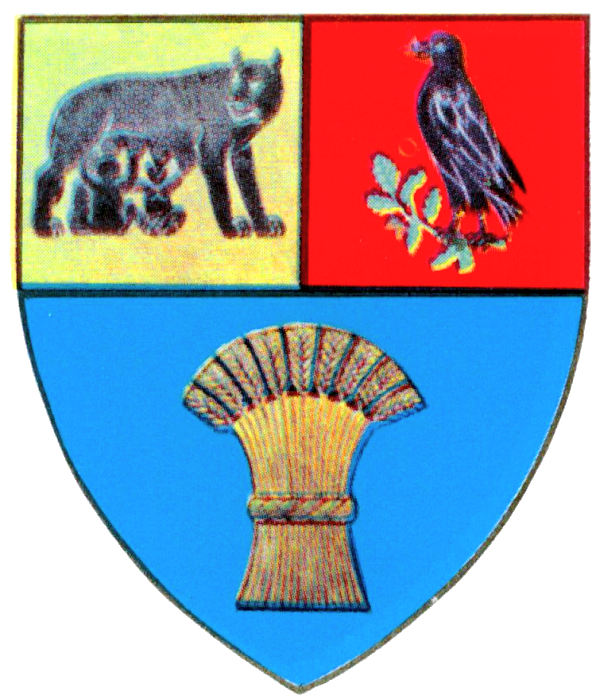
Wappen des Kreises Cluj, in der Zwischenkriegszeit

Cluj (Ausspracheⓘ) ist ein rumänischer Kreis (Județ) in der Region Siebenbürgen mit der Kreishauptstadt Cluj-Napoca (deutsch Klausenburg). Seine gängige Abkürzung und das Kfz-Kennzeichen ist CJ.
Der Kreis Cluj grenzt im Norden an den Kreis Maramureș, im Osten an die Kreise Bistrița-Năsăud und Mureș, im Süden an den Kreis Alba, im Westen an den Kreis Bihor und im Nordwesten an den Kreis Sălaj.

## Geschichte
Im Zuge der nach dem Ersten Weltkrieg im Vertrag von Trianon festgelegten Gebietsabtretungen Ungarns fiel auch das Komitat Klausenburg an Rumänien. Es wurde als Județul Cojacna in das System der rumänischen județe integriert und 1925 in Județul Cluj umbenannt. Der damalige Kreis war mit einer Ausdehnung von 4.813 km² kleiner als heute und hatte 333.545 Einwohner. Seine einzigen Städte waren Cluj (Klausenburg) und Huedin.
Unter König Karl II. wurde der Kreis Cluj 1938 mit sechs weiteren Kreisen als Ținutul Crișuri (dt. etwa Kreisch-Gau) zusammengelegt. Die Stadt Cluj wurde zum Verwaltungssitz des den gesamten Nordwesten Rumäniens umfassenden Gebietes, wobei die Einteilung des Landes in Gaue nur etwa zwei Jahre Bestand haben sollte. Bedingt durch den Zweiten Wiener Schiedsspruch, mit dem das nördliche Siebenbürgen ab 1940 wieder Ungarn zugesprochen wurde, verlor Rumänien die beinahe gesamte Fläche des ehemaligen Kreises Cluj. Der verbliebene Rest auf rumänischem Gebiet wurde an den nunmehr wiederhergestellten Județul Turda angegliedert.
Nach Ende des Zweiten Weltkrieges gehörte auch Nord-Siebenbürgen wieder zu Rumänien. Als die Volksrepublik 1950 durch eine weitere, tiefgreifende Gebietsreform in 28 Regionen (regiuni) eingeteilt wurde, entstand die Region Cluj, die wiederum in acht Rajonen (raioane) unterteilt wurde. Die Verwaltungseinheit umfasste in etwa die Gebiete der heutigen Kreise Cluj und Sălaj, wurde später vergrößert und die Zahl ihrer Rajone mehrmals verändert.
Seit 1968 – mit Wiedereinführung des județ-Systems – existiert der Kreis Cluj in seiner heutigen Ausdehnung. Bis auf wenige Ausnahmen bedeckt er das komplette Gebiet des historischen Kreises aus der Zwischenkriegszeit und wurde zusätzlich in nördliche und südliche Richtung ausgedehnt.

## Bevölkerung
Die Einwohnerzahl einiger Ethnien im Kreis Cluj entwickelte sich ab 1930 wie folgt:
| Jahr | Einwohner | Rumänen | Magyaren | Deutsche | Roma   | Armenier | Slowaken | Juden  |
| ---- | --------- | ------- | -------- | -------- | ------ | -------- | -------- | ------ |
| 1930 | 475.533   | 295.684 | 295.684  | 3.660    | 9.957  | 548      | 704      | 23.328 |
| 1956 | 580.344   | 400.772 | 163.836  | 1.354    | 9.957  | 208      | 122      | 6.265  |
| 1966 | 629.746   | 456.041 | 164.543  | 1.738    | 4.322  | 173      | 101      | 2.011  |
| 1977 | 715.507   | 532.543 | 171.431  | 1.818    | 7.714  | 126      | 84       | 1.165  |
| 1992 | 736.301   | 571.275 | 146.186  | 1.407    | 16.334 | 97       | 54       | 398    |
| 2002 | 702.755   | 557.891 | 122.301  | 944      | 19.834 | 63       | 40       | 250    |
| 2011 | 691.106   | 520.885 | 103.591  | 687      | 22.531 | 66       | 54       | 185    |
| 2021 | 679.141   | 488.212 | 78.455   | 576      | 17.802 | 83       | 11       | 139    |

Von historischer Bedeutung waren die Armenier in Gherla, die dort bis ins 19. Jahrhundert die größte Bevölkerungsgruppe darstellten, weswegen die Stadt im Deutschen den Namen Armenierstadt trägt. Vor dem Holocaust lebten über 20.000 Juden auf dem Gebiet des heutigen Kreises Cluj. Ihr Bevölkerungsanteil war vor allem in den Städten Dej (17,5 %), Huedin (15,9 %), Cluj (14,6 %) und Gherla (11,3 %) hoch.

## Geographie
Der Kreis hat eine Gesamtfläche von 6674 km², dies entspricht 2,79 % der Fläche Rumäniens. Am nordwestlichen Rand des Siebenbürgischen Beckens gelegen, erstreckt er sich darüber hinaus in Teilen des Apuseni-Gebirges (Munții Apuseni), des Somesch-Hochland (Podișul Someșelor) und zum Teil in der Siebenbürgischen Heide (Câmpia Transilvaniei).
Auf dem Territorium des Kreises Cluj befindet sich das Cheile-Turzii-Rezervat, durchflossen vom Bach Hășdate. Die größten Flüsse auf dem Gebiet des Kreises sind der Arieș, der Someșul Mic (Kleiner Somesch) – ein Quellfluss des Someș – mit seinen beiden Quellflüssen Someșul Cald (Warmer Somesch) und Someșul Rece (Kalter Somesch) sowie der Fizeș, ein rechter Zufluss des Kleinen Somesch. Die größten Seen sind die Stauseen Beliș-Fântânele (4,6 km²) und Tarnița (ca. 2,5 km²), beide am Warmen Somesch. Die höchsten Erhebungen des Kreises Cluj sind das Vlădeasa-Massiv (1836 m) und Muntele Mare (1826 m).

## Städte und Gemeinden
Der Kreis Cluj besteht aus offiziell 435 Ortschaften. Davon haben sechs den Status einer Stadt, 75 den einer Gemeinde und die übrigen sind administrativ den Städten und Gemeinden zugeordnet.

### Größte Orte
| Stadt/Gemeinde                                                                           | Einwohner |
| ---------------------------------------------------------------------------------------- | --------- |
| Cluj-Napoca (dt. Klausenburg, ung. Kolozsvár)                                            | 286.598   |
| Florești (dt. Sächsisch Fenesch, ung. Szászfenes)                                        | 052.735   |
| Turda (dt. Thorenburg, ung. Torda)                                                       | 043.319   |
| Dej (dt. Burglos, ung. Dés)                                                              | 031.475   |
| Câmpia Turzii (dt. Jerischmarkt, ung. Aranyosgyéres)                                     | 020.590   |
| Gherla (dt. Armenierstadt bzw. Neuschloß, ung. Szamosújvár, arm. Հայաքաղաք – Hayakaghak) | 019.873   |
| Apahida (ung. Apahida)                                                                   | 017.239   |
| Baciu (ung. Kisbács)                                                                     | 013.922   |
| Gilău (dt. Gela, ung. Gyalu)                                                             | 008.980   |
| Huedin (dt. Heynod, ung. Bánffyhunyad)                                                   | 008.069   |
| Feleacu (dt. Fleck, ung. Erdőfelek)                                                      | 005.693   |
| Aghireșu (dt. Erldorf, ung. Egeres)                                                      | 005.691   |
| Viișoara (dt. Erlenmarkt, ung. Aranyosegerbegy)                                          | 005.668   |
| (Stand: 1. Dezember 2021)                                                                |           |